# 格呂特島
68°55′17″N 16°31′37″E / 68.92139°N 16.52694°E

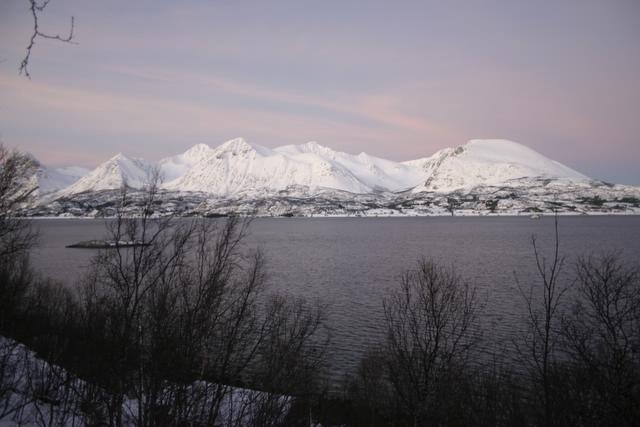

格呂特島是挪威的島嶼，位於該國北部，由特羅姆斯郡負責管轄，長17公里、寬10公里，面積108平方公里，海岸線長度62公里，最高點海拔高度1,012米，2011年人口539。